# Pazayac
Pazayac – miejscowość i gmina we Francji, w regionie Nowa Akwitania, w departamencie Dordogne.
Według danych na rok 1990 gminę zamieszkiwało 640 osób, a gęstość zaludnienia wynosiła 94 osób/km² (wśród 2290 gmin Akwitanii Pazayac plasuje się na 616. miejscu pod względem liczby ludności, natomiast pod względem powierzchni na miejscu 1295.).